# Danjo-guntō
Danjo-guntō (男女群島, Danjo-guntō, littéralement « groupe d'îles Homme-Femme »), plus rarement Danjo-shotō (男女群島, Danjo-shotō, littéralement « îles Homme-Femme »), est un groupe d'îles dans le nord-est de la mer de Chine orientale, au Japon au large de l'île japonaise principale de Kyushu.

## Géographie

### Situation

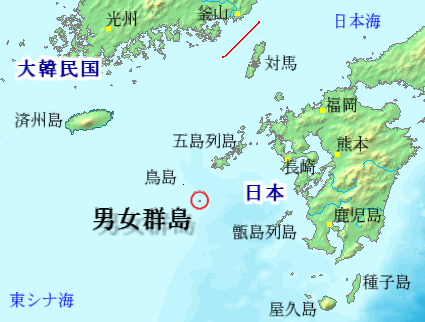
Carte de l'archipel.

Les îles Danjo-guntō se situent à environ 70 kilomètres au sud-sud-ouest de l'île de Fukue, la plus grande et la plus au sud des îles Gotō au Japon, à 130 kilomètres à l'ouest des îles Koshikishima et à 170 kilomètres à l'ouest de Kyushu.
Les îles sont inhabitées. Elles sont rattachées administrativement à Hamacho, ville de Gotō, dans la préfecture de Nagasaki.
Les îles Danjo-guntō se situent à 30 kilomètres au sud-ouest des îles Hizen Torishima, à l'extrême ouest de la préfecture de Nagasaki]m.

### Description

Dans la préfecture de Nagasaki, l'archipel Danjo-guntō est situé à l'extrémité sud-ouest (en bas à gauche de l'image).

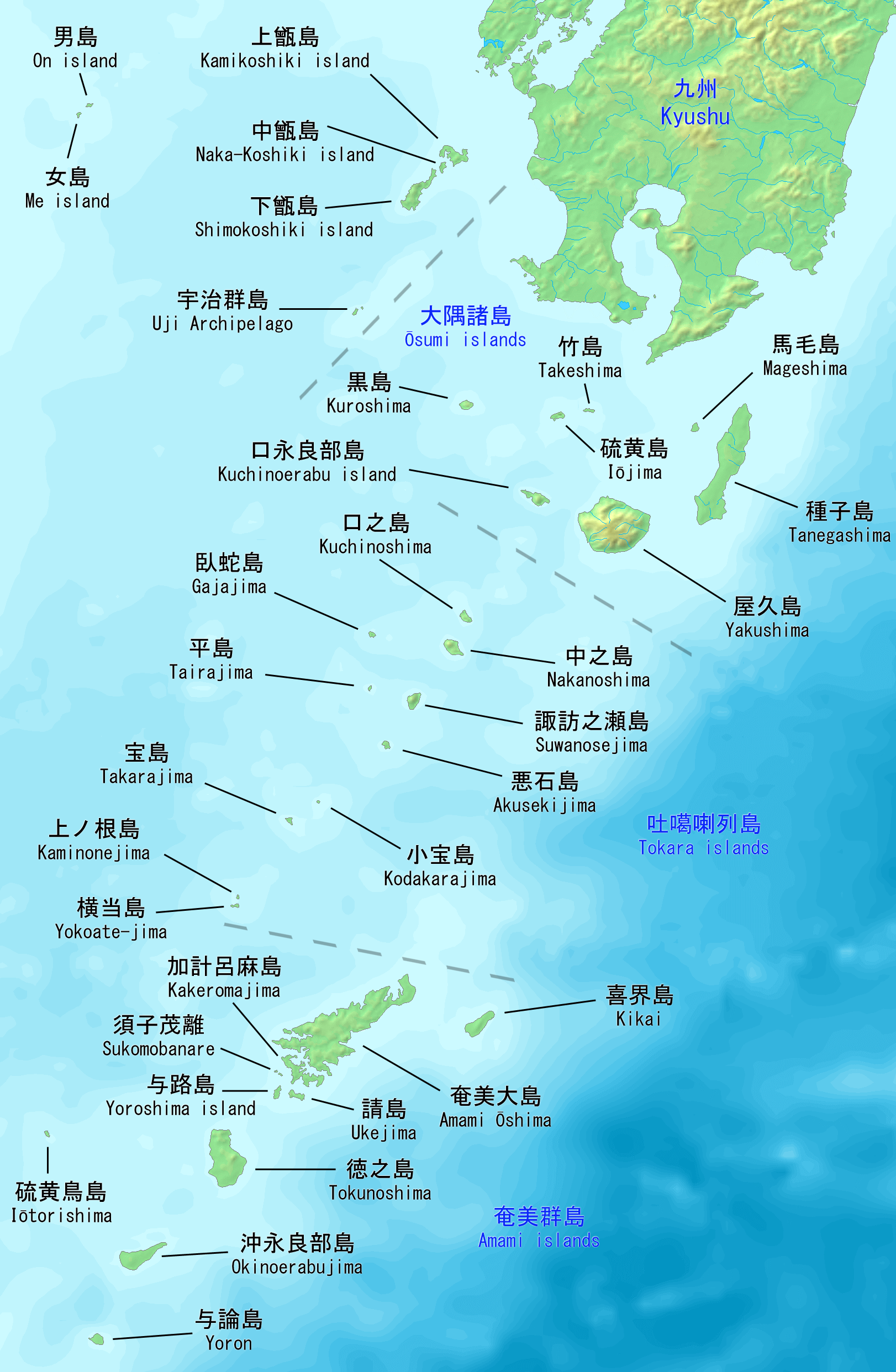
Position des îles Danjo-guntō par rapport à Kagoshima.

L'archipel des Danjo-guntō est formé d'une série d'îles.
La superficie de l'archipel est de 4,75 km2.
Les îles se caractérisent par leur relief escarpé, dans lequel même de petites îles s'élèvent à plus de 100 m. Le point culminant avec 281,3 m se trouve au nord de l'île méridionale de Me-shima.
L'archipel se compose de cinq îles principales du nord au sud et de divers rochers,.

#### Îles principales du nord au sud
| Nom            | Japonais   | Superficie en km² | Altitude en m | Coordonnées                   |
| -------------- | ---------- | ----------------- | ------------- | ----------------------------- |
| O-shima        | 男島       | 2,1               | 225,0         | 32° 02′ 45″ N, 128° 23′ 53″ E |
| Kuroki-jima    | クロキ島   |                   | 104,0         | 32° 01′ 58″ N, 128° 22′ 45″ E |
| Yori-shima     | 寄島       |                   | 183,0         | 32° 01′ 38″ N, 128° 22′ 18″ E |
| Hanaguri-shima | ハナグリ島 |                   | 144,0         | 32° 00′ 43″ N, 128° 21′ 45″ E |
| Me-shima       | 女島       | 1,5               | 281,3         | 31° 59′ 57″ N, 128° 21′ 00″ E |

#### Îlots et récifs
Carte du Geographical Survey Institute (extrait) :
- 鮫瀬、沖赤瀬、二重鼻、ヲキノヒラセ、ガメ瀬小島 - 女島
- 帆立岩（帆立島）- 寄島の南沖
- 北泊り、立神、真浦タテガキ、小泊、ベットウ岩、荒瀬崎、マツタ、アカモ - 男島

### Géologie
Toutes les îles Danjo-guntō sont constituées de tuf volcanique soudé homogène. Le littoral est entouré de falaises marines et des diaclases se trouvent partout.

### Climat
En raison de son emplacement dans le courant chaud de Tsushima (対馬海流, Tsushima kairyū) en tant que contreforts nord du système Kuroshio, l'île a un temps doux toute l'année et même en hiver, les températures de l'eau ne descendent pas en dessous de 17 °C.

## Faune et flore

### Faune
Les îles Danjo-guntō sont un archipel isolé en mer où le courant de Tsushima est puissant. Les eaux environnantes sont riches en poissons. Ceci assure une population d'oiseaux élevée ; au moins 179 espèces d'oiseaux différentes ont été détectées, grâce auxquelles il est utilisé comme lieu de reproduction pour le puffin leucomèle, le balbuzard pêcheur, le goéland à queue noire, le guillemot du Japon, le zostérops du Japon et le rossignol komadori. Les oiseaux non reproducteurs importants sont le fou brun et le merle des Izu.
Sinon, la faune est dominée par les invertébrés. Des espèces rares de reptiles et d'insectes se trouvent également, comme la distribution de la sous-espèce Hebius vibakari danjoensis de l'espèce Hebius vibakari sur Ō-shima.
Les îles Danjo-guntō sont la seule aire de répartition de l'espèce Amphiesma sauteri au Japon. Il est désigné monument naturel (aire naturelle protégée) par le pays le 18 août 1969 car il possède un environnement naturel précieux en termes de géologie, de minéraux, de plantes et d'animaux (国指定天然記念物, kunishitei tennen kinenbutsu).
Par conséquent, un permis est requis pour le grand public pour se rendre dans les îles. C'est également un site de reproduction collective pour les oiseaux de mer tels que le puffin leucomèle et le guillemot du Japon, et a été désigné comme aire de conservation des îles mâles et femelles désignée au niveau national (aire de reproduction de groupe) et le 1er novembre 1972, il a été déclaré réserve nationale de faune (国指定鳥獣保護区, kunishitei chōjū hogoku). Depuis le 1er novembre 1973, toute la zone est une zone protégée spéciale.
Le ministère de l'Environnement du Japon a désigné la zone « 22001 Danjo Islands » comme hautement importante du point de vue de la biodiversité.

### Flore
L'archipel est couvert par une forêt vierge, composée principalement des espèces d'arbres Machilus thunbergii, Cinnamomum tenuifolium et Turpinia ternata, ainsi que des espèces Asplenium antiquum, Alocasia odora, Alpinia intermedia et Colysis pothifolia au sol. Les zones côtières forment la limite nord de distribution de Cinnamomum daphnoides.

## Histoire
Dans la mythologie du shinto, les deux dieux co-créateurs du monde, Izanagi et Izanami, ont d'abord donné naissance à l'île Ōya-shima (大八島), suivie de 6 îles. Mais dans la croyance, elle est comparée à l'île Futagonoshima (両児島) habitée par l'Esprit Amefutaya (天両屋)), où l'archipel masculin et féminin aurait donné naissance aux 6 dernières îles.
Dans la plus ancienne chronique du Japon, le Kojiki de 712, la description du mythe de la création des îles japonaises mentionne la double île Futagonoshima (両児島, « île jumelle »). Certains érudits l'ont identifié avec Danjo-guntō ou ses deux îles principales, ce qui serait alors la plus ancienne mention des îles.
Depuis la fin du VIIIe siècle, l'archipel a servi de point d'orientation pour les ambassades japonaises partant vers le sud auprès de la dynastie Tang en Chine, point d'escale vers les îles Gotō. Au Moyen Âge, ils ont été repris par Minamoto no Sadashige (源 定茂) et ont servi de halte pour le commerce avec le continent asiatique. À l'époque des pirates japonais (wakō), ils les utilisaient comme cachette pour les marchandises de contrebande et les biens pillés.
De l'époque de Muromachi à l'époque Sengoku, elle est tombée sous l'influence du clan Gotō (五島氏, Gotō-shi) ou clan Uku (宇久氏, Uku-shi), qui appartenaient aux forces navales de Matsura Hisanobu, et des reliques de cette époque ont été découvertes à O-shima et Me-shima.
Au cours de l'ère Jōō (1652-1655) lors de l'époque d'Edo, l'archipel a atteint son apogée en tant que lieu de pêche, et de nombreux bateaux de pêche se sont rassemblés non seulement auprès des pêcheurs locaux qui vivent sur l'île mais également de Shikoku et Kyushu.
Pour les Européens, en particulier après la fermeture du Japon au commerce avec les Pays-Bas, les îles ont également servi de point d'orientation pour se diriger vers le Japon ou la branche de la Compagnie néerlandaise des Indes orientales de Dejima. À cette époque, l'archipel s'appelait en portugais l'orthographe Meaxima ou Meaxuma, d'après l'île de Me-shima.
En 1886, la pêche au corail a commencé dans les eaux environnantes et en 1889, plus de 300 navires étaient en activité. À partir de 1902, des marchands sont venus se rendre sur l'île de tout le Japon, et au cours de la dernière année de l'ère Meiji, des étrangers ont également participé ; des marchands italiens vivaient sur l'île. Il y a de nombreux accidents maritimes, et environ 1 200 personnes en 1905 et environ 1 000 personnes l'année suivante ont perdu la vie à cause d'un typhon pendant la pêche au corail.
Le 1er avril 1889, en raison de la mise en place du système ville-village, les îles Danjo-guntō appartenaient au village de pêche de Tomie (富江町), district de Minamimatsuura, sur l'île Fukue. Les îles Danjo-guntō furent ensuite rattachées au village d'Ōhama (大浜村) le 1er janvier 1928.
En 1925, la construction d'un phare a débuté sur l'île méridionale de Me-shima. Il est entré en service le 1er décembre 1927. Après cela, une station radar navale a été construite sur le mont Takasaki à Me-shima. Jusqu'en décembre 2006, le phare de Me-shima était le dernier phare habité au Japon ; il fonctionne depuis de manière entièrement automatisée.
Dans la version actuelle, il utilise une balise qui clignote toutes les 15 secondes et a une force de 200 000 candelas avec une portée allant jusqu'à 21 milles marins.
Le 8 juin 1945, en raison d'une série de raids aériens dus au rapprochement de la guerre, l'ordre d'évacuer les civils a été émis ; tous les insulaires, le personnel et leurs familles ont déménagé du phare de Me-shima. Le 5 novembre, les forces expéditionnaires ont bombardé le phare de Me-shima.
Le 1er mars 1948, le personnel du phare et les insulaires sont retournés sur l'île dans le cadre de la restauration du phare de Me-shima après la guerre.
Les îles ont été un des lieux de tournage du film Chronique d'un couple avec joie et tristesse (ja) (Yorokobi mo Kanashimi mo Ikutoshitsuki) de Keisuke Kinoshita de 1957.
Il a été désigné monument naturel national (aire naturelle protégée) le 18 août 1969. Au cours d'une recherche académique approfondie, des murs de pierre médiévaux ont été découverts dans la forêt d'O-shima.
Ces dernières années, des patrouilleurs de la garde côtière du Japon sont déployés près des eaux pour surveiller la contrebande en provenance des pays voisins, le braconnage et les navires suspects.
Elle est devenue une île inhabitée en novembre 2006, mais elle s'est convertie en l'un des meilleurs spots de surf et de plongée sous-marine au Japon et accueille des visiteurs de tout le pays.

## Activités
Quatre membres du personnel étaient envoyés au phare de Me-shima par le bureau de marquage des itinéraires pour des périodes de dix jours, mais le 12 novembre 2006, en raison du passage du diesel au solaire, le phare est devenu automatique sans pilote. C'était le dernier phare habité du pays.
Les eaux environnantes de cet archipel sont connues pour être de bonnes zones de pêche pour le thon rouge juvénile (yokowa), la limande à queue jaune, l'hiramasa, etc. Il est également célèbre pour sa pêche profonde.
Cependant, l'accessibilité est limitée en raison des conditions en mer et des conditions météorologiques. Le ferry part de Nagasaki, Hirado, Sasebo, Kumamoto, Kagoshima, etc. Le trajet vers l'archipel prend environ trois heures en bateau à grande vitesse.

## Zone économique exclusive
Voir Hizen Torishima#Zone économique exclusive.